# (6070) Rheinland
Pour les articles homonymes, voir Rheinland.
(6070) Rheinland est un astéroïde de la ceinture principale.

## Description
(6070) Rheinland est un astéroïde de la ceinture principale. Il fut découvert le 10 décembre 1991 à Tautenburg par Freimut Börngen. Il fut nommé d’après la Rhénanie. Il présente une orbite caractérisée par un demi-grand axe de 2,39 UA, une excentricité de 0,21 et une inclinaison de 3,1° par rapport à l'écliptique.

## Compléments